# Københavns Professionshøjskole

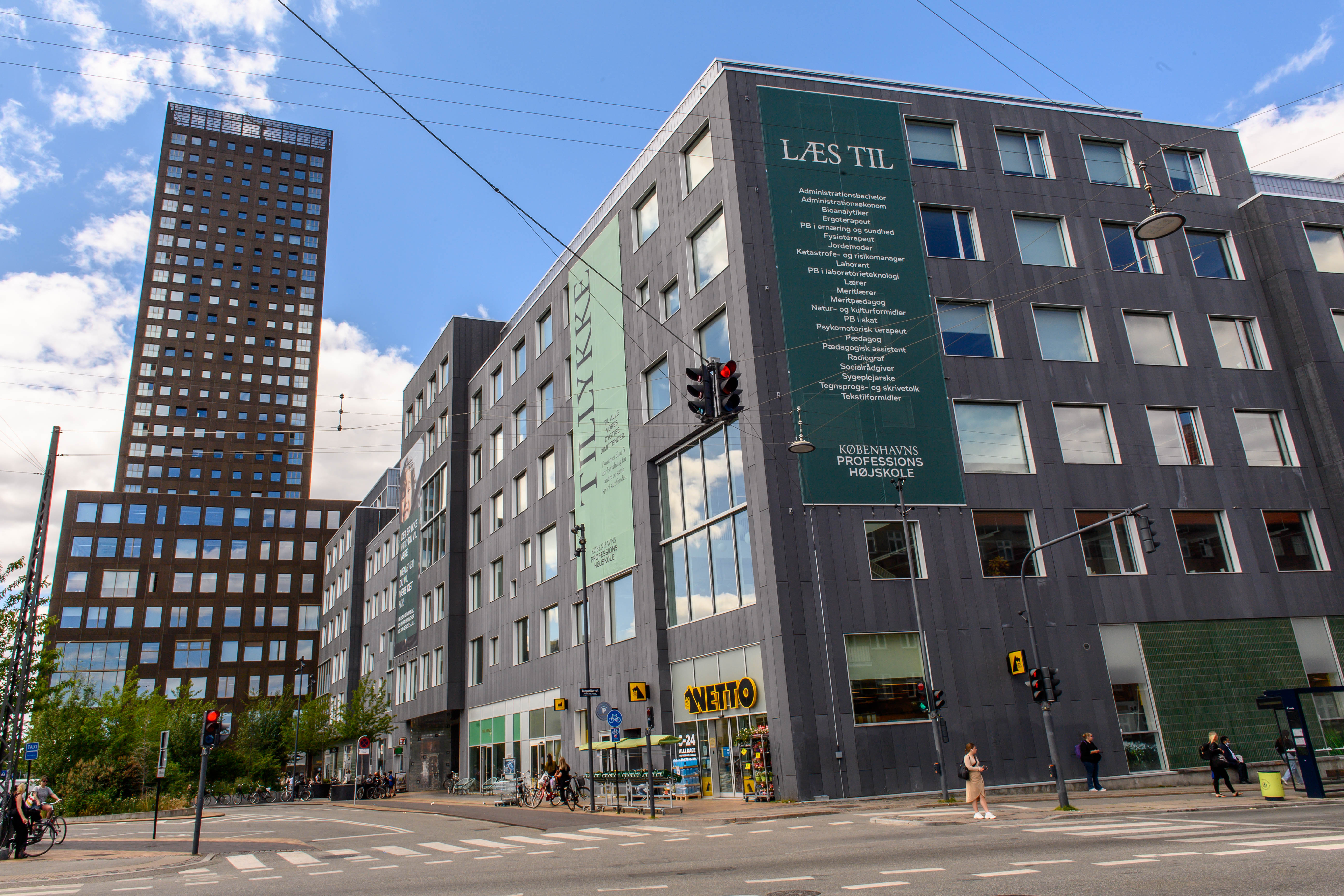
Københavns Professionshøjskole i Carlsberg Byen sedd från Vesterfælledvej

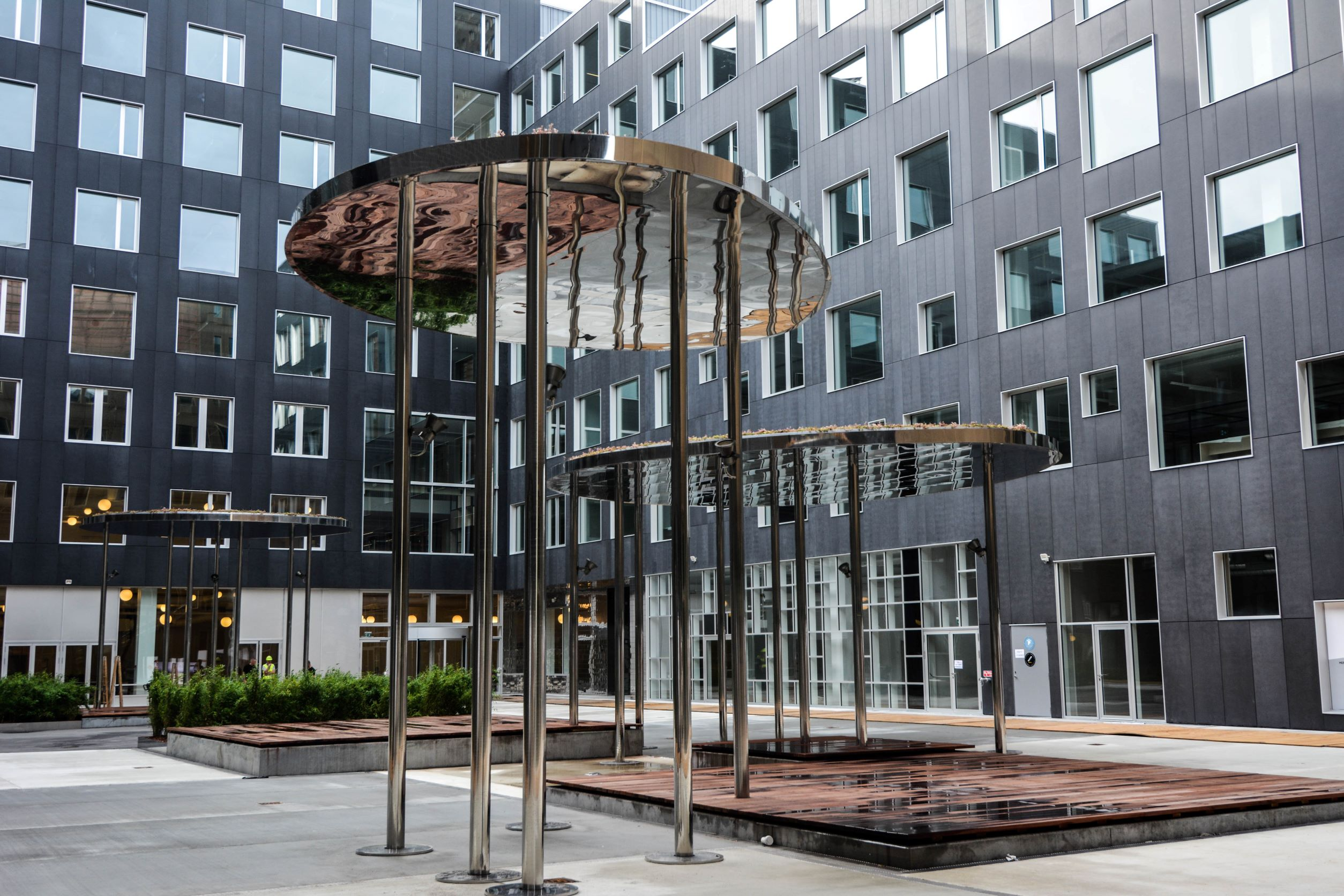
Humletorvet

Københavns Professionshøjskole är en dansk yrkeshögskola i Köpenhamn.
Københavns Professionshøjskole bildades i mars 2018 genom en sammanslagning av Professionshøjskolen UCC med Professionshøjskolen Metropol. Den bedriver utbildning inom hälsovård, rehabilitering, sjuksköterseutbildning, näringslära, välfärdsteknologi, pedagogik, socialt arbete och administration.
Københavns Professionshøjskole har omkring 20.000 studenter och 2.000 anställda. 
Københavns Professionshøjskole har sitt säte på Campus Carlsberg i Carlsberg Byen i Köpenhamn.
Utbildningarna bedrivs huvudsakligen på campus i Köpenhamnsområdena Vesterbro, Nørrebro och Frederiksberg. Därutöver har Københavns Professionshøjskole verksamhet i Hillerød, Nødebo, Helsingør och på Bornholm.

## Historik
Danmark organiserade om yrkeshögskoleväsendet efter ett beslut om en ny lag för området av Folketinget i juli 2007. Undervisningsministern etablerade i januari 2008 med hänvisning till § 50 i Loven om professionshøjskoler åtta yrkeshögskolor. Reformen följde på Europeiska Unionens Bolognaprocessen med nya former för ackreditering för att uppfylla kraven på att vara ett "University college".